# Comic Solidarity
Comic Solidarity ist ein gemeinnütziger Verein für digital arbeitende Comic-Künstler, um unabhängigen Publikationen im deutschsprachigen Raum mehr Sichtbarkeit zu verschaffen. Der Verein richtet unter anderem den GINCO Award aus und organisiert Gemeinschaftsstände für einschlägige Messen und Veranstaltungen. Ein loser Zusammenschluss besteht seit etwa 2014, Anfang 2020 wurde die Comic Solidarity als Verein in Frankfurt am Main eingetragen.

## Verein
Initiiert durch Eve Jay im Jahr 2013, organisiert seit 2014 eine Kerngruppe von zwei bis fünf Personen die Tätigkeiten des nicht gewinnorientierten Zusammenschlusses, darunter Lisa Rau und Sebastian Kempke. Den Ausschlag gaben negative Reaktionen auf das Comicfestival München. Einige Selbstverleger und unabhängige Comic-Künstler waren unzufrieden mit Organisation und Ablauf der Veranstaltung und beteiligten sich an einem Prostestbrief. Die Aktion lief unter dem Namen „Comic Solidarity“. Die Zusammenarbeit für „Comicmacher ohne große Verlage im Rücken“ wurde fortgesetzt, zunächst in einer umbenannten Facebook-Gruppe von Johannes „Beetlebum“ Kretzschmar. Am 19. Januar 2020 wurde Comic Solidarity von acht Mitgliedern als eingetragener Verein offiziell gegründet. Eve Jay wurde als Vereinsvorstand gewählt und Lukas R. A. Wilde übernahm das Amt des Schatzmeisters. Der Verein wird durch seine (Förder-)Mitglieder finanziert, unter anderem per Crowdfunding.
Comic Solidarity möchte die „Lücke in der Repräsentation von Künstler*innen zwischen Hobbybereich und Verlagslandschaft“ schließen, um insbesondere Comics und Manga im deutschsprachigen Raum aus einem Online-, Selbst- oder Kleinstverlag zu fördern. Dabei wollen die Macher ein besonderes Augenmerk auf marginalisierte und diskriminierte Gruppen legen. Die Künstler der Vereinigung vernetzen sich vor allem über Soziale Medien, um sich beispielsweise über Fragen zu Veröffentlichungen im Selbstverlag oder Werke im Entstehungsprozess auszutauschen. Das Netzwerk wuchs von anfangs rund 250 Kunstschaffenden (Stand 2014), über etwa 600 (Stand 2017) auf mehr als 800 Mitglieder (Stand 2023).
2020 äußerte sich auch Eve Jay zu sexueller Belästigung und toxischem Verhalten von Männern in der deutschen Comicszene. Sie nennt etwa ihre eigene Auseinandersetzung als ehemalige Jurorin des ICOM Independent Comic Preises zwei Jahre zuvor. Ihre Kritik an einer überwiegend männlichen Besetzung der Jury hatte zu heftigen, öffentlichen Auseinandersetzungen bis hin zu „Harassment und Diffamierung“ geführt. Seitdem tauschen sie und andere Künstlerinnen der Comic Solidarity sich verstärkt zu „Erlebnissen mit Übergriffen“, toxischem Verhalten oder Machtverhältnissen innerhalb der Comicszene aus. Ausgehend von dem Konflikt rund um den ICOM Independent Comic Preis startete im Jahr 2019 der GINCO Award, um unabhängige Comic-Künstler „inklusiv, transparent und öffentlichkeitswirksam“ zu würdigen.

## Tätigkeiten des Vereins

### GINCO Award
Comic Solidarity übernimmt die jährliche Organisation und Ausrichtung des GINCO Award. Die Auszeichnung ist insgesamt mit 1500 EUR dotiert und wird seit 2019 jährlich in vier bis fünf zum Teil wechselnden Hauptkategorien an unabhängige Comic-Künstler vergeben, die in einem Online-, Eigen- oder Kleinstverlag veröffentlichen. Dabei sollen insbesondere marginalisierte Gruppen der Comicszene berücksichtigt werden. Die Preisverleihung findet in der Regel vor Publikum statt, beispielsweise zum ersten Mal 2019 auf der Comic Con Germany in Stuttgart oder im Rahmen der Connichi in Wiesbaden im Jahr 2023. Als Maskottchen und verliehene Trophäe dient „Artie, die Bildkröte“.

### Veranstaltungen
Für Comic- und Buchmessen organisiert der Verein Gemeinschaftstände für die Künstler, unter anderem auf dem Comic-Salon Erlangen, der Comic Con Stuttgart, Comic Invasion Berlin oder Frankfurter Buchmesse. Im Rahmen dieser Veranstaltungen richtet Comic Solidarity auch weitere Programmpunkte aus, wie Lesungen, Podiumsdiskussionen und Workshops.
Auf Anregung von Comic Solidarity legte der Comic-Salon Erlangen im Jahr 2014 erstmals einen Schwerpunkt auf Webcomics. Im Rahmen der Veranstaltungsreihe fanden etwa Gesprächsrunden, Lesungen und Präsentationen statt. Zur Veranstaltung gehört auch eine 60-seitige Dokumentation, die online verfügbar ist. Gleichzeitig stellte sich mit der Comic Solidarity zum ersten Mal ein Verein auf einem deutschen Comic-Festival als ein Interessenverband für Künstler von Webcomics vor.
Zu weiteren Veranstaltungen der Comic Solidarity beim Comic-Salon Erlangen zählen etwa ein Gespräch mit Jeff Chi zu Webcomics und eine Lesung von Martina Schradi aus Ach, so ist das?! im Jahr 2016. Beim folgenden Salon 2018 hielt Lisa Frühbeis den Vortrag „Was darf ich im Comic noch geil finden“. Darin veranschaulichte sie zum Beispiel Darstellungen, die Geschlechterklischees reproduzierten. Im gleichen Jahr fand eine Podiumsdiskussion unter dem Titel „Strip*tease:Künstlerinnen in der Comic-Szene“ mit Frühbeis, Katja Klengel und Lara Keilbart statt, moderiert von Marie Schröer. In diesem Jahr bespielte die Comic Solidarity eine eigene Bühne in einem der Messezelte, wo ebenfalls der Stand des Vereins aufgebaut war. 2022 veranstaltete die Comic Solidarity Ausstellungen und Vorträge, beispielsweise eine Lesung von Jeff Chi für seinen Comic Who’s the Scatman? Unter anderem in den Jahren 2016, 2018 und 2023 organisierte der Verein einen Gemeinschaftsstand.
Parallel zur und mit Unterstützung der Frankfurter Buchmesse in den Jahren 2015 und 2016 richtete der Verein den Comic Satellit Frankfurt aus. Daran beteiligten sich Verlage wie der Carlsen Verlag, Jaja Verlag, Knesebeck Verlag oder Zwerchfell Verlag. Während die ersten beiden Veranstaltungen vom Comic Satellit Frankfurt an verschiedenen Orten in der Nähe der Frankfurter Buchmesse stattfanden, wurde für 2017 ein Gemeinschaftsstand auf dem Messegelände organisiert. Für den Stand habe man sich bewusst für Regenbogenfarben entschieden, „um für mehr Vielfalt und Liebe im Leben zu stehen“. Der Börsenverein des Deutschen Buchhandels, der die Messe verantwortet, hatte sich entschieden, Verlage der Neuen Rechte als Aussteller zuzulassen, was vor und während der Veranstaltung zu Kritik führte. Der Messestand der Comic Solidarity befand sich gegenüber des Standplatzes der Wochenzeitung Junge Freiheit, die als Sprachrohr der Neuen Rechten bezeichnet wird.
Bei der Comic Invasion Berlin fand am 5. August 2019 eine Panel-Diskussion zum Thema „Indie Comic Festivals in Deutschland“ statt. Beteiligt waren Annina Brell (Comic Festival Hamburg), Marie Luce Schaller (Millionaire's Club Leipzig) und Jeff Chi (Comic Solidarity). Unter anderem 2020 hatte die Comic Solidarity auf der Comic Invasion einen eigenen Stand.

### Veröffentlichungen
Die Publikationen der Comic Solidarity setzen sich meist aus Beiträgen mehrerer Künstler des Netzwerks zusammen, die in der Regel an deren Comics angelehnt sind. Damit sollen Veröffentlichungen wie Kleb mich! Das Indie Stickeralbum – Vol. 1 oder die Kalender Fuck Yeah! den Beitragenden eine zusätzliche Plattform bieten. Gemeinsam mit Edition Kwimbi unterstützt Comic Solidarity regelmäßig Crowdfunding-Projekte.
Für den Schwerpunkt „Webcomics“ beim Comic-Salon Erlangen 2014 verfassten Eve Jay, Sebastian Kempe und Lukas Wilde von Comic Solidarity ein begleitendes Programmheft. Das Dokument mit 60 Seiten Umfang ist kostenfrei online abrufbar. Darin enthalten ist etwa Wildes Essay Gibt es eine Ästhetik des Webcomic?, der erneut als Kurzfassung im Februar 2015 als Gastbeitrag bei Comicgate erschien.
Beim Comicfestival München 2015 stellte Comic Solidarity ein Sammelalbum für Aufkleber vor, das unter anderem im folgenden Jahr beim Comic-Salon Erlangen wiederverwendet wurde. Das Heft Kleb mich! Das Indie Stickeralbum – Vol. 1 konnte zusammen mit einem Starterset von Aufklebern auf den Comicmessen gekauft werden. Insgesamt gibt es 30 Aufkleber. Beteiligt waren zum Beispiel Sascha Dörp, Max Jähling, Katharina Netolitzk und Lisa Neun. Dabei lagen die Aufkleber nicht offen aus, sondern Besucher mussten die Künstler gezielt darauf ansprechen, um für mehr Kontakt zwischen Publikum und Künstlern zu sorgen. Über die Crowdfunding-Plattform Startnext konnten etwa 3600 EUR für Kleb mich! eingesammelt werden. Außerdem leisteten die Künstler einen eigenen Beitrag, um sich einen Platz in dem Stickeralbum zu sichern.
David Füleki organisierte für den Verein drei Weitermalbücher mit unvollständigen Illustrationen, die fertiggestellt werden müssen. Er verantwortete Redaktion, Layout sowie Druckvorstufe, und steuerte auch selbst zum Inhalt bei. 78 Tage Lausbuben Doodle, Monster Doodle und Random Doodle erschienen im Jahr 2016 bei Edition Kwimbi und waren erstmals auf der Leipziger Buchmesse erhältlich. 78 Tage Lausbuben Doodle ist ausschließlich von Füleki gestaltet und enthält Figuren aus seiner Manga-Reihe 78 Tage auf der Straße des Hasses. Zu Monster Doodle und Random Doodle trugen neben Füleki beispielsweise noch Stefan Baumgarten, Adrian vom Baur, Kristina Gehrmann, Olga Hopfauf, Marcel Hugenschütt und Johanna „Schlogger“ Baumann bei.
Im Rahmen des Comic-Salon Erlangen im Jahr 2018 stellte man Spiel mich! Das Comic Sammelkartenspiel vor und organisierte ein Turnier vor Ort. In dem Karten- und Würfelspiel treten zwei Teilnehmer gegeneinander an. Den Ausgang der drei Spielrunden bestimmen die Werte der Spielkarten und Würfel. Die Kartenmotive zeigen Figuren aus unterschiedlichen Comics verschiedener Künstler und Verlage. Darunter befinden sich zum Beispiel die Verlage Cross Cult sowie Studio Buddelfisch; oder Künstler wie Sarah Burrini, David Füleki, Maximillian Hillerzeder, Eva Jay und Lisa Rau. Die zwei unterschiedlichen Editionen enthalten jeweils 106 Illustrationen von über 30 Künstlern. Idee und Umsetzung stammen von Eve Jay und Lisa Rau, die bei der Spielentwicklung von David Füleki, André Diers und Maurice Alain Hagelstein unterstützt wurden. Außerdem gestaltete Timo Müller-Wegner, unterstützt von Stew Wegner und Eve Jay, mit Oger & Schoch zocken Spiel Mich! einen begleitenden Kurzcomic zum Sammelkartenspiel.
Johanna „Schlogger“ Baumann gestaltete mit Unterstützung von Comic Solidarity und Edition Kwimbi mehrere Comic-Kalender mit dem Titel Fuck Yeah!, darunter für die Jahre 2015 und 2022 bis 2024. Schlogger hatte die Idee zu dem Projekt und kümmerte sich um Layout, Einleitung, Typografie sowie Organisation. Pro Jahr trugen ungefähr 60 Comic-Künstler Kalendermotive bei, darunter Adrain vom Baur, Marvin Clifford, Tim Gaedke, Eve Jay, Lea Schumm, Sarah Stowasser, Anna Süßbauer und Dominik Wendland. Die Kalendermotive der Jahre 2015 und 2023 erschienen ebenfalls wöchentlich online bei Comicgate.

## Rezeption
Im Jahr 2015 erhielt Comic Solidarity beim ICOM Independent Comic Preis einen Sonderpreis der Jury für eine „besondere Leistung oder Publikation“. Wer 2014 den Comic-Salon Erlangen besuchte, „kam um die Comic Solidarity kaum herum, gab es doch einen beachtenswerten, gut besuchten Messestand“, hält Andreas Völlinger für die Jury fest. Dass die Veranstalter eine ihnen bewusste Lücke mit Blick auf Webcomics gefüllt hätten, zeige auch die Tatsache, dass die Comic Solidarity „ohne Umschweife in die Salon-Strukturen integriert wurde“, was sogar das Eröffnungsgespräch einschloss.
Während der Verein 2016 im Obergeschoss des Rathauses ein „Nischendasein fristete“, sei die „Zugkraft der Comic Solidarity“ im Jahr 2018 beim Comic-Salon Erlangen „unübersehbar“ gewesen, heißt es bei Comicgate. Mit dem „breiten Programm an Aktionen, Lesungen und Diskussionen“ habe man „für einen bemerkenswerten Zustrom in Halle C gesorgt“. Unter dem „koordinierenden und moderierenden Talent von Eve Jay“ sei die Bewegung schnell gewachsen und habe es in kurzer Zeit geschafft, „eine, wenn nicht gar die relevanteste Kraft im deutschen Nachwuchsbereich“ zu werden. Andreas Alt urteilt für das Titel-Kulturmagazin ähnlich. Dank der Comic Solidarity hätten die Kleinaussteller ihr „eigenes Podium“ gehabt und die organisierten Veranstaltungen seien „durchgehend interessant und lebendig“ ausgefallen.
Bezüglich Kleb mich! Das Indie Stickeralbum – Vol. 1 schreibt Andreas Alt, er würde mit so einem Stickeralbum „jederzeit wieder losziehen“. Er habe „dank dem Album Leute kennengelernt und Gespräche geführt“, zu denen es ohne das Album vermutlich nicht gekommen wäre. Es schaffe einen „angenehmen Vorwand, in Kontakt zu treten, ohne dass es gleich um den Kauf von Comics gehen muss“.
Auf sumikai.com beschreibt Nadine Suchan die drei „subversiven Weitermalbücher“ von David Füleki als „Spaß für Jung und Alt, der alle Generationen dauerhaft verstören dürfte“. Bis auf Monster Doodle seien die „verrückten Zeichenvoraben“ und „abgefahrene[n] Monster zum Selberfertigmalen“ aber nicht für Kinder geeignet.
Birte Förster äußert sich in einem Meinungsbeitrag für den Tagesspiegel im März 2021 zu mangelnder Gleichberechtigung und (Un-)Ausgewogenheit der Geschlechter zum Nachteil von Frauen im deutschen Comic-Markt. Dabei nennt sie unter anderem Comic Solidarity als Beispiel für eine positive Entwicklung der letzten Jahre. Der GINCO Award würde ebenfalls von „vielen Seiten […] lobend erwähnt“.